# Muelas de los Caballeros
Muelas de los Caballeros es una localidad y un municipio de España perteneciente a la provincia de Zamora, en la comunidad autónoma de Castilla y León. Forma parte de la comarca de La Carballeda. En 2024 contaba con una población de 188 habitantes.

## Símbolos
El escudo heráldico y la bandera que representan al municipio fueron aprobados oficialmente el 23 de septiembre de 2004. El escudo se blasona de la siguiente manera:

«Escudo cuartelado en cruz. 1.º de azur, león rampante de oro linguado y coronado de oro. 2.º de plata caldera de sable, en la asa diestra brazo armado de espada de sable en bajo de gules, en la siniestra pendón de gules. Siniestrada de ciprés de sinople. Flanqueada de dos cabezas de moro afrontadas en su colo con turbante de sable. 3.º de gules dos lagartos de sinople contrapasantes y brochante una losa de plata. 4.º de sinople oveja de plata surmontada de castillo de plata aclarado de sable con oveja empinada de plata en la torre siniestra a la torre central. Al timbre corona real cerrada.»
Boletín Oficial de Castilla y León nº 204 de 21 de octubre de 2004

La descripción de la bandera es la siguiente:

«Bandera rectangular, de proporciones 2:3, formada por un triángulo azul que tiene sus vértices en el extremo inferior del asta y en el punto medio de la parte superior, un triángulo rojo que tiene sus vértices en el extremo inferior del asta y en el punto medio del batiente, siendo el resto blanco con un árbol verde.»
Boletín Oficial de Castilla y León nº 204 de 21 de octubre de 2004

## Geografía
Ubicación
La localidad está situada a una altitud de 985 m s. n. m.
| Noroeste: Truchas                  | Norte: Truchas                | Noreste: Castrocontrigo                      |
| Oeste: Espadañedo                  |                               | Este: Cubo de Benavente y Justel             |
| Suroeste: Manzanal de los Infantes | Sur: Manzanal de los Infantes | Sureste: Peque y Molezuelas de la Carballeda |

## Historia
En la Edad Media, Muelas de los Caballeros quedó integrado en el Reino de León, cuyos monarcas acometieron la repoblación del oeste zamorano.
Posteriormente, durante la Edad Moderna, estuvo integrado en la provincia de las Tierras del conde de Benavente, y dentro de esta en la receptoría de Sanabria.
En todo caso, con la creación de las actuales provincias en 1833, Muelas quedó adscrito a la provincia de Zamora, dentro de la Región Leonesa, quedando integrado en 1834 en el partido judicial de Puebla de Sanabria.
En torno a 1850, el antiguo municipio de Gramedo se integró en el de Muelas de los Caballeros, mientras que el de Donado no se integró en él hasta 1968.

## Geografía humana

### Núcleos de población
El municipio se divide en tres núcleos de población, que poseían la siguiente población en 2024 según el INE.
| Núcleo de población      | Población |
| ------------------------ | --------- |
| Muelas de los Caballeros | 131       |
| Donado                   | 30        |
| Gramedo                  | 28        |

### Demografía
Cuenta con una población de 188 habitantes (INE 2024).

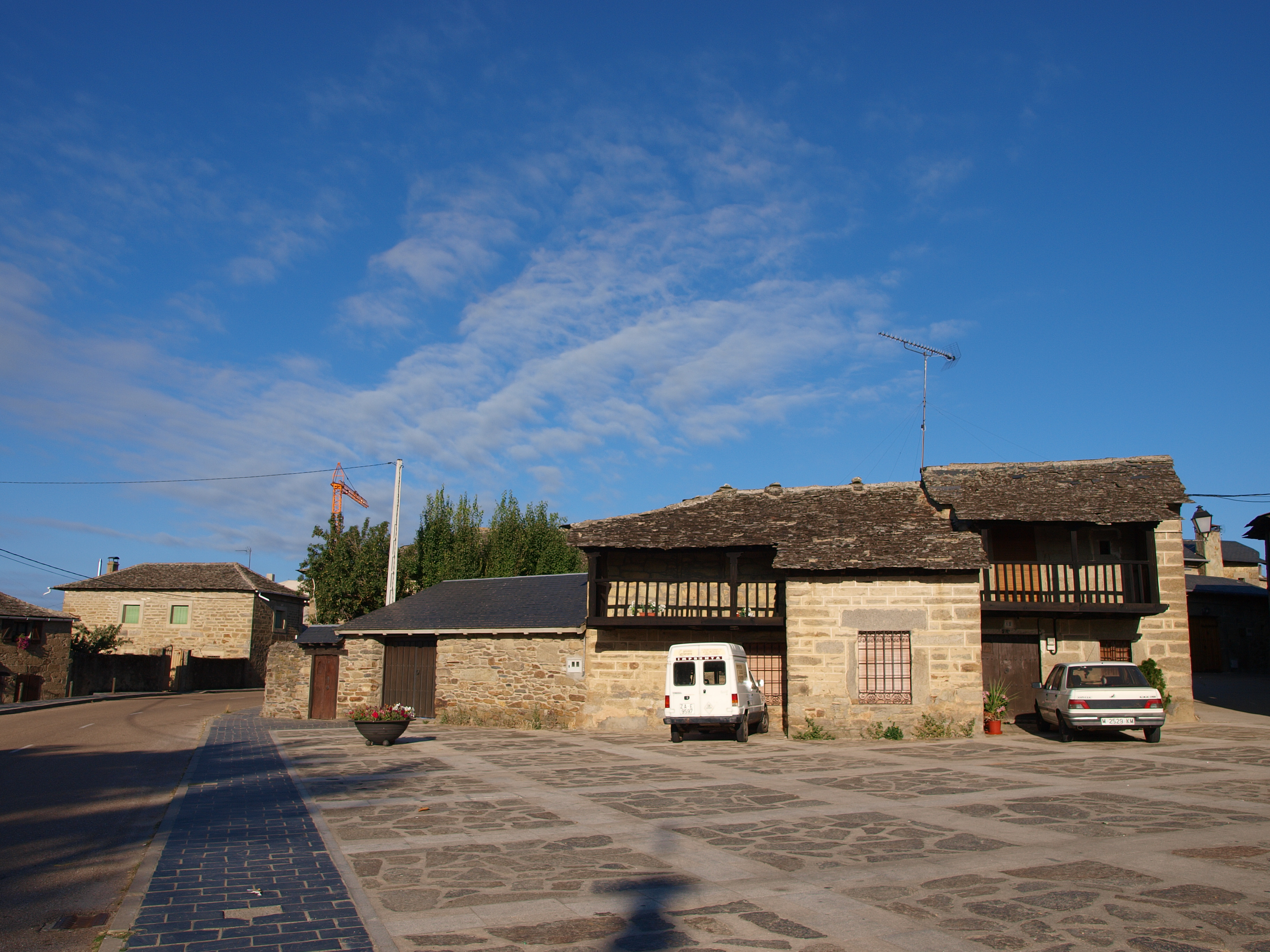
Plaza.

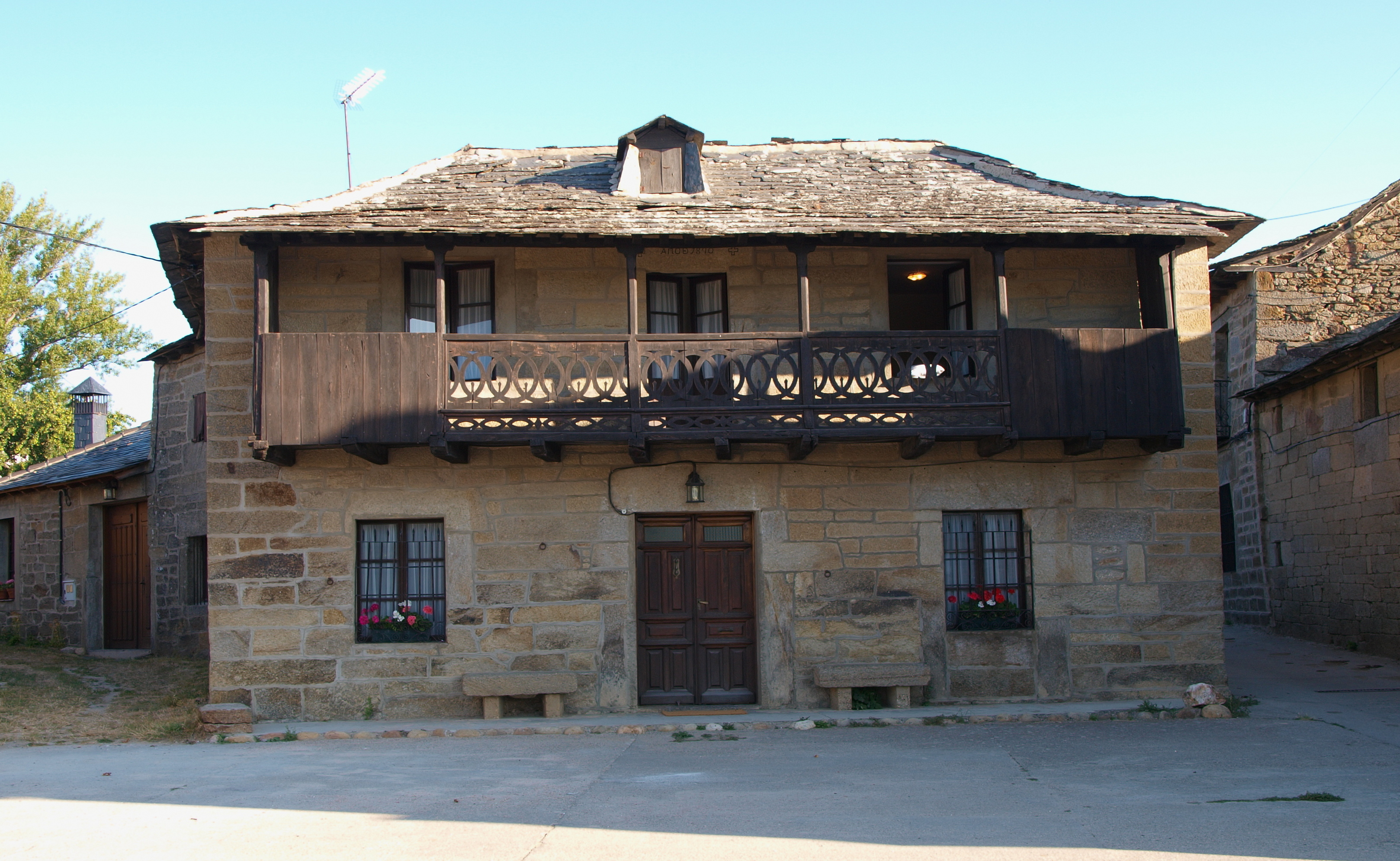
Casa tradicional.

| Gráfica de evolución demográfica de Muelas de los Caballeros entre 1842 y 2021 |
| |
| Población de derecho según los censos de población del INE Población de hecho según los censos de población del INEEntre el censo de 1857 y el anterior, crece el término del municipio porque incorpora a 495060 (Gramedo) Entre el censo de 1970 y el anterior, crece el término del municipio porque incorpora a 49508 (Donado) |